# Avril Haines
Avril Danica Haines (New York, 27 augustus 1969) is een Amerikaans ambtenaar en jurist. van 2021 tot 2025 was zij directeur van de Nationale Inlichtingendiensten. Eerder was ze onderdirecteur van de Central Intelligence Agency van 2013 tot 2015 en onder-nationaal veiligheidsadviseur van 2015 tot 2017.
- Gemeinsame Normdatei: 1223711919
- National Archives and Records Administration: 182992487
- Virtual International Authority File: 3476160848421508210002
- WorldCat: E39PBJyxk4QQ4g6qpPBjV8WkXd